# رحلة الجيمس كايرد

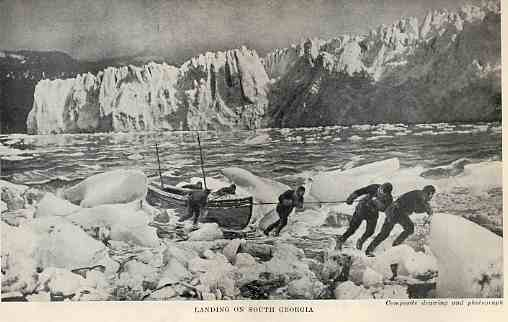
ستة رجال يسحبون قاربا ويدخلون إلى الشاطئ الجليدي، مع خط المنحدرات الجليدية في الخلفية تصوير جيمس كايرد حيث نزلوا في جنوب جورجيا في نهاية رحلتها في 10 مايو 1916

رحلة الجيمس كايرد هي رحلة لمسافة 1,300 كيلومتر (810 ميل) من جزيرة إليفانت في جزر جنوب شيتلاند عبر المحيط الجنوبي إلى جزيرة جورجيا الجنوبية قادها السير إرنست شاكلتون وخمسة من رفاقه لإنقاذ الطاقم الرئيس للبعثة الإمبراطورية العابرة للقارة القطبية الجنوبية في الفترة من 1914 إلى 1917 الذين تقطعت بهم السبل هناك. ويعدّ مؤرخو المناطق القطبية أن رحلة الطاقم في قارب نجاة يبلغ طوله 22.5 قدم (6.9 م) عبر رياح «الأربعينات المزمجرة» إحدى أعظم رحلات القوارب الصغيرة على الإطلاق.
في أكتوبر 1915، أغرق الجليد البحري في بحر ودل سفينة الاستكشاف الرئيسة إنديورانس، تاركة شاكلتون ورفاقه السبعة والعشرين منجرفين على طافية جليدية لا يعرفون إلى أين يتجهون، وانجرفوا شمالًا حتى أبريل 1916، عندما انكسرت الطافية الجليدية الذي كانوا يخيمون عليها، ثم شقوا طريقهم في قوارب النجاة التي كانت بالسفينة إلى جزيرة إليفانت. قرر شاكلتون الإبحار بأحد قوارب النجاة إلى جزيرة جورجيا الجنوبية، وهي ليست أقرب مستوطنة بشرية ولكنها الوحيدة التي لا تضطرهم إلى الإبحار خلال الرياح الغربية السائدة.
من قوارب النجاة ثلاثة، اعتبر الجيمس كايرد الأقوى والأكثر احتمالا للبقاء لإتمام الرحلة ولقد عين من قبل شاكلتون بعد السير جيمس كي كايرد، ودندي منتج الجوت وهو سخى وفاعل خير، ساعدت إسهاماته في تمويل الحملة.تم تعزيز القارب وإصلاحه قبل رحلته، من قبل نجار السفينة هاري مكنيش لتمكينه من الصمود في وجه البحار العظيمة في المحيط الجنوبي.
بعد الصمود في وجه سلسلة من المخاطر بما في ذلك انقلاب القارب، وتمكن القارب من الوصول إلى الساحل الجنوبي من جورجيا الجنوبية بعد رحلة استمرت 16 يوما.كان شاكلتون واثنين من رفاقه قد تمكنوا من العبور إلى الأجزاء الداخلية الجبلية في الجزيرة للوصول إلى محطة صيد الحيتان على الجانب الشمالي. وهنا كان قادرا على تنظيم إنقاذ فريق جزيرة الفيل، والعودة بالرجال إلى الوطن دون خسائر في الأرواح. بعد نهاية الحرب العالمية الأولى، وكان الجيمس كايرد يعود من جورجيا الجنوبية إلى إنجلترا، والآن القارب في عرض دائم في مدرسة شاكلتون القديمة، كلية دولويتش.

## خلفية
في 5 كانون الأول عام 1914، أبحرت بعثة السفينة شاكلتون إنديورانس من جورجيا الجنوبية لبحر ودل في المرحلة الأولى من البعثة الإمبراطورية عبر القطب المتجمد الجنوبي. وكان مما يجعل لخليج فاهسل، أقصى نقطة في الجنوب تم استكشافها من بحر ودل في 77 ° 49 جنوب، حيث كان الفريق لدى الشاطئ في الأرض مستعدا للعبور عابر القارة القطبية الجتوبية. قبل أن تصل السفينة إلى وجهتها كانت قد حوصرت في كيس من الثلج، وفي 14 فبراير 1915 شلت حركتها بسرعة، على الرغم من الجهود المبذولة لاطلاق سراحها. خلال الثمانية أشهر التالية جنحت السفينة شمالا حتى، يوم 27 أكتوبر، وقيل انها سحقت بسبب ضغوط حزمة الجليد، وغرقت أخيرا في 21 تشرين الثاني. أقام طاقمها المكون من 27 بحارا معسكرا على الجليد الذي يتحرك ببطء، تحول تركيز شاكلتون إلى أفضل السبل لإنقاذ رجاله. وكانت الخطة الأولى له تنظيم مسيرة عبر الجليد إلى أقرب أرض، ومحاولة الوصول إلى النقطة التي كانت معروفة لهم من قبل. 